# Sergi Bastidas
Sergi Bastidas   (Barcelona, febrer 1954) és un dissenyador, arquitecte autodidacta i conegut internacionalment pel seu enfocament sensible a la modernització d'edificis històrics.

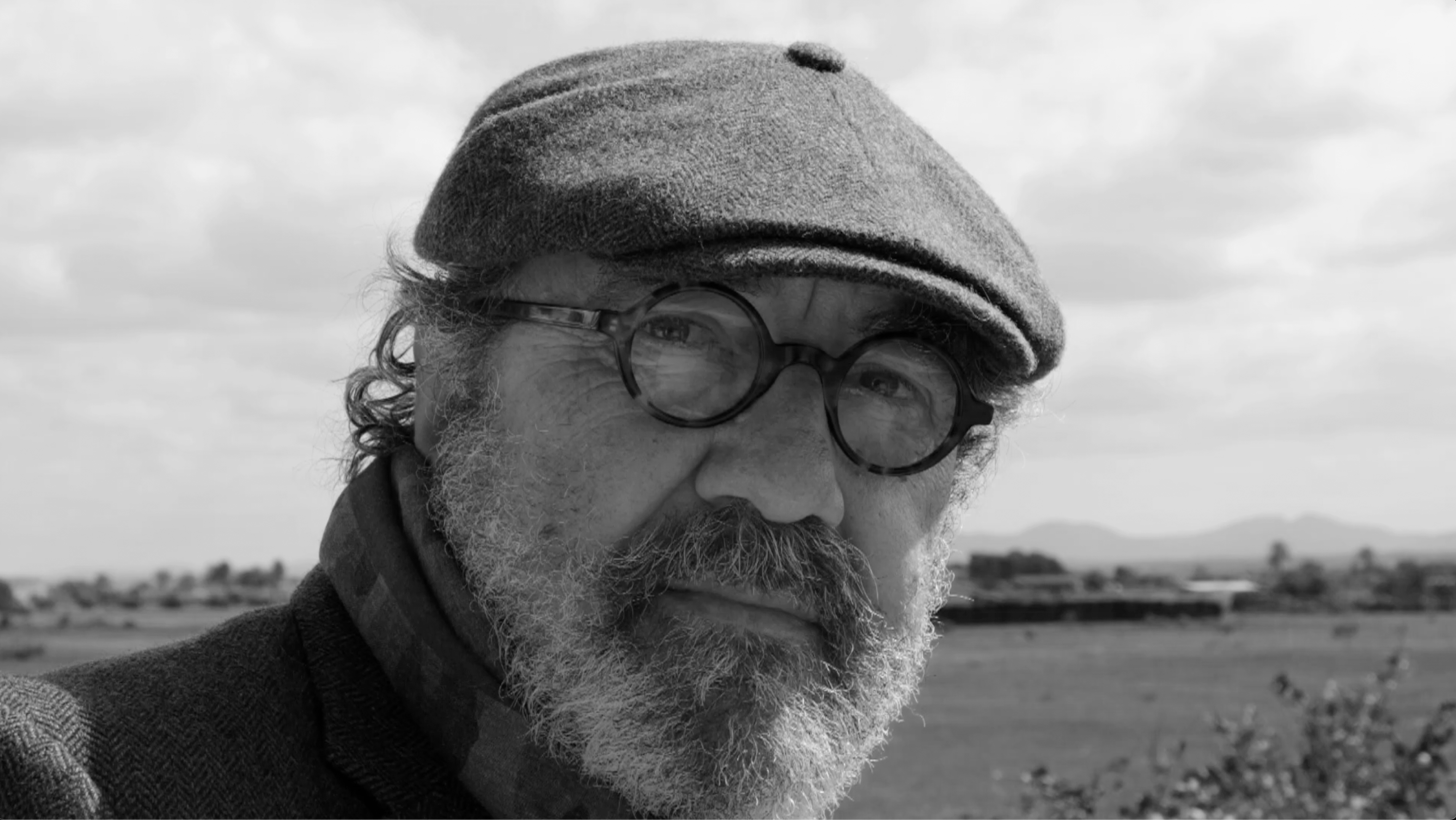
Sergi Bastidas 2021

Després de l'escola, Sergi Bastidas va assistir a d'Arts Aplicades de Barcelona i va començar la seva carrera a finals dels anys setanta a l'estudi d'Enric Franch Miret. El traball amb el reconegut dissenyador industrial va permetre a Bastidas participar en diferents concursos per a promoció de l'art i el disseny, ADI-FAD. A partir de la dècada de 1980, Sergi Bastidas es va especialitzar en l'arquitectura de les Illes Balears, en particular, va implementar conceptes d'ús tradicional-ecològic en un context modern, especialment per a edificis del segle xviii, tot conservant al màxim el seu caràcter original.
Amb aquesta finalitat, es van implicar als tallers d'artesans locals i es van recuperar algunes tècniques de fabricació tradicionals: la fabricació de maons romànics, tècniques de trenat de canyes naturals, construcció tanques tradicionals naturals i maçoneria feta amb morter de pedrera i paret seca.
En la reconstrucció i ampliació d'edificis històrics, els elements de construcció tradicionals no només asseguren l'originalitat de la substància original, sinó que, en combinació amb les tècniques modernes, milloren l'acústica, l'aïllament tèrmic i el balanç energètic, sobretot en edificis que s'utilitzen tot l'any, com l'Hotel Can Ferrereta, originari del segle xviii, o el palau de ciutat al casc antic de Palma, Can O'Ryan, actualment Rialto Living, antic cine i saló de joc, reconvertit, que també data del segle, XVIII. Els elements tradicionals balears, també aflueixen en la realització de nous edificis i afavoreixen a la seva integració en l'entorn quan es tracta de projectes en nucli urbà, i l'harmonia amb el paisatge en el cas dels projectes unifamiliars en entorns rurals.
Un exemple d'arquitectura bioclimàtica a l'espai social és „l'escola rural d'Ameskar“ a la província de Tinghir a les muntanyes de l'Atles del Marroc. Les donacions aportades a través de la fundació francesa de la de:Marathon des Sables, MDS Solidarité, i Bastidas van permetre l'any 2017 reformar i ampliar completament l'escola amb materials i components procedents principalment de l'entorn. Això garanteix que es compleixen els alts requisits climàtics per a les aules, els dormitoris i les sales del professorat a les regions de muntanya i que la cuina i les instal·lacions sanitàries funcionin correctament a temperatures exteriors de fins a -20 °C. Aquesta manera de treballar no només va crear una identitat per als habitants de la comunitat d' Ameskar et Tahtani; A més, el manteniment futur de l'edifici de l'escola va ser facilitat pels artesans locals.
Tant les noves obres de Bastidas com la restauració d'edificis històrics s'inspiren en una estètica natural, tant per dins com per fora. El 2021 Sergi Bastidas va rebre de Richard H. Driehaus el El Premio Rafael Manzano de Nueva Arquitectura Tradiciona per això. El premi hispano-portuguès es va lliurar a la Reial Acadèmia de Belles Arts de Sant Ferran de Madrid. Raonament del jurat, fragment com a cita:  Gràcies a la seva atenció al terreny, al clima, al material i a les tradicions constructives locals, els edificis que va dissenyar semblen reflectir l'ús tradicional del lloc i la seva vegetació i paisatge. Per això és un gran defensor de materials de construcció més naturals i sostenibles que donen calidesa i humanitat a les seves obres: pedra, calç, fusta, canya, etc. L'elogi va ser a càrrec de Léon Krier.
Sergi Bastidas és membre d'honor de la Xarxa Internacional d'Arquitectura i Urbanisme d'Edificació Tradicional, INTBAU España, i viu a Mallorca.